# كأس الخرافي 2006–07
تنطلق بطولة كأس الخرافي لموسم 2006/2007 يوم الخميس الموافق 7 سبتمبر 2006، وتعد هذه البطولة أولى بطولات الموسم الجديد، وقد قسمت الفرق إلى مجموعتين، فضمت المجموعة الأولى : نادي الساحل ونادي الجهراء ونادي الصليبيخات ونادي كاظمة ونادي الكويت ونادي خيطان ونادي اليرموك، أما المجموعة الثانية فضمت الأندية التالية : نادي القادسية والنادي العربي، ونادي السالمية ونادي التضامن ونادي الشباب ونادي النصر ونادي الفحيحيل.

## المجموعة الأولى
| نادي الساحل | 1:0 | نادي الجهراء        |
| ----------- | --- | ------------------- |
|             |     | عادل حمود ركلة جزاء |

.
| نادي الصليبيخات | 5:0 | نادي كاظمة                                      |
| --------------- | --- | ----------------------------------------------- |
|                 |     | ناصر شافي ركلة جزاء عبد الرحمن البناي فيصل دشتي |

.
| نادي خيطان | 1:0 | نادي اليرموك |
| ---------- | --- | ------------ |
| محمد يوسف  |     |              |

.
| نادي الكويت | 1:1 | نادي كاظمة |
| ----------- | --- | ---------- |
| فرج لهيب    |     | حمد الطيار |

.
| نادي الصليبيخات     | 1:2 | نادي الجهراء        |
| ------------------- | --- | ------------------- |
| مشعل عناد سويد عبيد |     | عادل حمود ركلة جزاء |

.
| نادي الساحل                                                          | 5:2 | نادي خيطان           |
| -------------------------------------------------------------------- | --- | -------------------- |
| حامد الشيباني توفيق الحسن خلف مجبل محمد يوسف حامد الشيباني ركلة جزاء |     | أحمد عجب عادل الزاهر |

.
| نادي الكويت                                  | 1:6 | نادي اليرموك         |
| -------------------------------------------- | --- | -------------------- |
| أندريه ماكينغا طلال يوسف حسين حاكم مشعل حميد |     | محمد النقي ركلة جزاء |

.
| نادي كاظمة          | 1:3 | نادي الجهراء |
| ------------------- | --- | ------------ |
| فهد الفهد ناصر شافي |     | دوني         |

.
| نادي خيطان        | 2:2 | نادي الصليبيخات     |
| ----------------- | --- | ------------------- |
| توفيق الولو سياكا |     | فيصل دشتي جاسم عايد |

.
| نادي الكويت             | 1:2 | نادي الجهراء |
| ----------------------- | --- | ------------ |
| فرج لهيب أندريه ماكينغا |     | محمد بن خالد |

.
| نادي كاظمة          | 1:4 | نادي خيطان    |
| ------------------- | --- | ------------- |
| فهد الفهد ناصر شافي |     | حامد الشيباني |

.
| نادي اليرموك             | 0:3 | نادي الساحل |
| ------------------------ | --- | ----------- |
| محمد العثمان عباس القلاف |     |             |

.

## المجموعة الثانية
| نادي السالمية                                           | 3:4 | نادي الفحيحيل                    |
| ------------------------------------------------------- | --- | -------------------------------- |
| يوسف دندن صالح البريكي حمد حربي بشار عبد الله ضربة جزاء |     | يوسف الياس حسن العجمي محمد عدنان |

.
| نادي التضامن | 1:0 | نادي الشباب |
| ------------ | --- | ----------- |
|              |     | سيدو كوني   |

.
| نادي القادسية                                            | 0:5 | نادي النصر |
| -------------------------------------------------------- | --- | ---------- |
| سيدو تراوري صالح الشيخ حمد العنزي محمد مبارك علي الشمالي |     |            |

.
| نادي العربي | 0:0 | نادي السالمية |
| ----------- | --- | ------------- |
|             |     |               |

.
| نادي التضامن | 1:1 | نادي النصر         |
| ------------ | --- | ------------------ |
| تشارلز داغو  |     | فيصل دخيل العدواني |

.
| نادي الفحيحيل | 1:0 | نادي الشباب |
| ------------- | --- | ----------- |
|               |     | سيدو كوني   |

.
| نادي السالمية | 0:0 | نادي التضامن |
| ------------- | --- | ------------ |
|               |     |              |

.
| نادي النصر | 0:0 | نادي الشباب |
| ---------- | --- | ----------- |
|            |     |             |

.
| نادي النصر | 7:0 | نادي السالمية                                                              |
| ---------- | --- | -------------------------------------------------------------------------- |
|            |     | تراوري عبد العزيز العمار بشار عبد الله سلطان الطوقي حمد حربي بشار عبد الله |

.
| نادي العربي | 0:0 | نادي الفحيحيل |
| ----------- | --- | ------------- |
|             |     |               |

.
| نادي القادسية                                | 0:4 | نادي الشباب |
| -------------------------------------------- | --- | ----------- |
| بدر المطوع حمد العنزي بدر المطوع سيدو تراوري |     |             |

.

## الهداف
سبعة أهداف
- ناصر شافي نادي كاظمة

ثلاثة أهداف
- حامد الشيباني نادي خيطان
- فهد الفهد نادي كاظمة

هدفين
- عادل حمود نادي الجهراء
- محمد يوسف نادي خيطان
- سيدو كوني نادي الشباب
- مشعل حميد نادي الكويت
- حسين حاكم نادي الكويت
- فرج لهيب نادي الكويت
- أندريه ماكينغا نادي الكويت
- حمد العنزي نادي القادسية
- سيدو تراوري نادي القادسية
- بدر المطوع نادي القادسية

هدف واحد
- عبد الرحمن البناي نادي كاظمة
- فيصل دشتي نادي كاظمة
- يوسف دندن نادي السالمية
- صالح البريكي نادي السالمية
- حمد حربي نادي السالمية
- بشار عبد الله نادي السالمية
- يوسف الياس نادي الفحيحيل
- حسن العجمي نادي الفحيحيل
- محمد عدنان نادي الفحيحيل
- صالح الشيخ نادي القادسية
- محمد مبارك نادي القادسية
- علي الشمالي نادي القادسية
- حمد الطيار نادي كاظمة
- حسن الياس نادي خيطان
- خلف مجبل نادي خيطان
- تشارلز داغو نادي التضامن
- فيصل دخيل العدواني نادي النصر
- طلال يوسف نادي الكويت
- محمد النقي نادي اليرموك
- توفيق الولو نادي خيطان
- سياكا نادي خيطان
- فيصل دشتي نادي الصليبيخات
- جاسم عايد نادي الصليبيخات
- محمد بن خالد نادي الجهراء
- محمد العثمان نادي اليرموك
- عباس القلاف نادي اليرموك